# Cura-Me (canção)
Cura-me é uma canção gravada pela cantora cristã brasileira Fernanda Brum, registrada no álbum de nome homônimo, lançado em 2008.
A canção, em conjunto com o álbum, fez a cantora receber várias indicações ao Troféu Talento em 2009. Individualmente, "Cura-me" foi indicada à música do ano, mas perdeu para "Faz um Milagre em Mim", de Regis Danese.

## Lançamento
Sua melodia inicia-se com uma melancólica condução do piano, assim que a voz da artista entra dá lugar para uma condução densa da guitarra e do violão, que se tornam unidos em uma canção cheia de nuances.
Sua letra é um pedido de uma pessoa à Deus para que venha curá-la de más lembranças do passado que a traz dor. Segundo Roberto, do Super Gospel: "O hino é um clamor pela operação de Jesus em nossas vidas através do Espírito Santo. Refrigério que devemos buscar todos os dias."
"Cura-me" foi regravada pela cantora no DVD Cura-Me, gravado e lançado em 2009.
A canção também foi gravada em videoclipe. Uma das cenas, que causou questionamentos e entrevistas à cantora foi a presença de um homem se despindo da personagem drag queen em lágrimas, retratando a homossexualidade no clipe. A cantora declarou que a cena foi feita a partir de um depoimento de um ator que disse à Fernanda que chorava enquanto ouvia a canção e se despia de tal personagem.
| “ | Quando mostra aquele homossexual demonstrando a “Drag Queen” e voltando para a casa do pai, ele fala de um não preconceito, mas do recebimento de um homossexual, apesar de não concordamos com a homossexualidade. O homossexual é bem-vindo e recebendo a Palavra ele pode receber de Deus direção para mudar seu comportamento, mudar sua vida de acordo com a sua necessidade pessoal. | ” |

Em 2017, a Fernanda Brum regravou a canção junto com Bruna Karla para o álbum comemorativo "Grandes Encontros". 
Em 2024, Fernanda Brum regrava a canção para seu álbum comemorativo "30 Anos na África".

## Versão de Fernanda Brum e Bruna Karla
Em 2017, a Fernanda Brum regravou a canção junto com Bruna Karla para o álbum comemorativo "Grandes Encontros". 

## Premiações e indicações
| Premiação      | Categoria     | Resultado | ref         |
| -------------- | ------------- | --------- | ----------- |
| Troféu Talento | Música do ano | Indicado  | [ 2 ] [ 3 ] |